# Helperknapp
Helperknapp (luxemburgisch Helperknappⓘ) ist eine Gemeinde im Kanton Mersch im Großherzogtum Luxemburg, die aus der Fusion der ehemaligen Gemeinden Böwingen/Attert und Tüntingen am 1. Januar 2018 entstand. Sitz der Gemeinde ist Tüntingen.

## Gemeindegliederung
Die Gemeinde besteht aus 12 Ortsteilen. Insgesamt hat die Gemeinde 4535 Einwohner (5. Jan. 2021) und besteht aus folgenden Ortschaften:
| Ortsteil        | Einwohner |
| --------------- | --------- |
| Ansemburg       | 57        |
| Bill            | 14        |
| Böwingen/Attert | 916       |
| Bour            | 68        |
| Bruch           | 881       |
| Buschdorf       | 498       |
| Finsterthal     | 10        |
| Grevenknapp     | 249       |
| Hollenfels      | 405       |
| Marienthal      | 93        |
| Obenthalt       | 17        |
| Tüntingen       | 1320      |

Folgende Siedlungen und Höfe (Lieu-dit) gehören ebenfalls zur Gemeinde:
- Bruchermühle
- Claushof
- Finsterthalerhöhe
- Kalbacherhof
- Marienthalerhof

## Politik
Zu den Kommunalwahlen im Juni 2023, wechselte die Gemeinde vom Majorz- ins Proporzsystem, weil die Schwelle von 3000 Einwohnern überschritten wurde. Es stellten sich zwei Bürgerlisten und drei Parteien auf. Alle fünf kandidierenden Listen schafften den Einzug in den Gemeinderat. Nach der Wahl, kam es zur Koalitionsbildung zwischen den zwei Bürgerlisten.
| Partei                                  | Sitze: 11 | Stimmenanteil |
| --------------------------------------- | --------- | ------------- |
| Engagéiert Bieger (EB)                  | 4         | 32,23 %       |
| Chrëschtlech-Sozial Vollekspartei (CSV) | 2         | 19,17 %       |
| Demokratesch Partei (DP)                | 2         | 18,06 %       |
| All zesummen Helperknapp (AzH)          | 2         | 17,40 %       |
| Déi Gréng                               | 1         | 13,13 %       |

## Geschichte
In einer Volksbefragung am 25. Mai 2014 stimmten die Bürger der Gemeinden Böwingen/Attert und Tüntingen einer Gemeindefusion zu. In Böwingen sprachen sich 69,51 % und in Tüntingen 64,09 % für eine Fusion aus. Auf Grundlage der Befragung stimmten dann beide Gemeinderäte für die Fusion. Zum 1. Januar 2018 wurden schließlich die Gemeinden Böwingen/Attert und Tüntingen zur neuen Gemeinde Helperknapp fusioniert. Der Name Helperknapp leitet sich von einem gleichnamigen Berg in der Gemeinde ab.

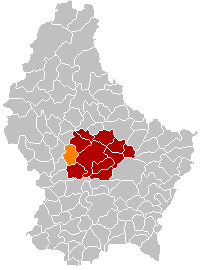
Gemeinde Böwingen/Attert
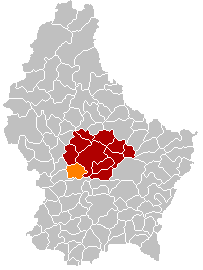
Gemeinde Tüntingen
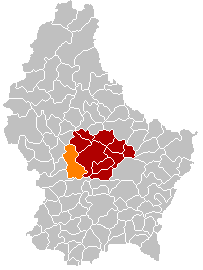
Fusionieren zu Helperknapp